# Astelia grandis
Astelia grandis là một loài thực vật có hoa trong họ Asteliaceae. Loài này được Hook.f. ex Kirk mô tả khoa học đầu tiên năm 1968.